# Lionel Laurent
Lionel Laurent (Moûtiers, 10 ottobre 1964) è un allenatore di biathlon ed ex biatleta francese.

## Biografia

### Carriera sciistica
In Coppa del Mondo ottenne il primo risultato di rilievo il 3 marzo 1985 a Lahti (57°) e come migliori piazzamenti due quinti posti.
In carriera prese parte a due edizioni dei Giochi olimpici invernali, Albertville 1992 (47° nell'individuale) e Lillehammer 1994 (32° nell'individuale, 3° nella staffetta), e a otto dei Campionati mondiali, vincendo tre medaglie.

### Carriera da allenatore
Dopo il ritiro è diventato allenatore dei biatleti nei quadri della nazionale francese.

## Palmarès

### Olimpiadi
- 1 medaglia:
  - 1 bronzo (staffetta[2] a Lillehammer 1994)

### Mondiali
- 3 medaglie:
  - 1 argento (staffetta[2] ad Anterselva 1995)
  - 2 bronzi (gara a squadre[2] a Borovec 1993; gara a squadre[2] ad Anterselva 1995)

### Coppa del Mondo
- Miglior piazzamento in classifica generale: 26º nel 1993